# A Villám epizódjainak listája
Ez a lista A Villám epizódjait sorolja föl.

## Évadáttekintés
| Évad | Évad | Részek száma | Részek száma | Eredeti sugárzás     | Eredeti sugárzás | Eredeti adó | Magyar sugárzás | Magyar sugárzás | Magyar adó |
| Évad | Évad | Részek száma | Részek száma | Évadbemutató         | Évadzáró         | Eredeti adó | Évadbemutató    | Évadzáró        | Magyar adó |
| ---- | ---- | ------------ | ------------ | -------------------- | ---------------- | ----------- | --------------- | --------------- | ---------- |
|      | 1.   | 22           | 22           | 1990. szeptember 20. | 1991. május 18.  | CBS         | n. a.           | n. a.           | n/a        |

## Első évad (1990–1991)
| Sor. | Év. | Cím                        | Rendező            | Író                                                                                               | Premier              |
| ---- | --- | -------------------------- | ------------------ | ------------------------------------------------------------------------------------------------- | -------------------- |
| 1.   | 1.  | Pilot                      | Robert Iscove      | Danny Bilson & Paul De Meo                                                                        | 1990. szeptember 20. |
| 2.   | 2.  | Out of Control             | Mario Azzopardi    | Gail Morgan Hickman                                                                               |                      |
| 3.   | 3.  | Watching the Detectives    | Gus Trikonis       | Howard Chaykin & John Francis Moore                                                               |                      |
| 4.   | 4.  | Honor Among Thieves        | Aaron Lipstadt     | Történet: Howard Chaykin & John Francis Moore Tévéjáték: Milo Bachman, Danny Bilson & Paul De Meo |                      |
| 5.   | 5.  | Double Vision              | Gus Trikonis       | Jim Trombetta                                                                                     |                      |
| 6.   | 6.  | Sins of the Father         | Jonathan Sanger    | Stephen Hattman                                                                                   |                      |
| 7.   | 7.  | Child's Play               | Danny Bilson       | Történet: Stephen Hattman & Gail Morgan Hickman Tévéjáték: Howard Chaykin & John Francis Moore    |                      |
| 8.   | 8.  | Shroud of Death            | Mario Azzopardi    | Történet: Howard Chaykin & John Francis Moore Tévéjáték: Michael Reaves                           |                      |
| 9.   | 9.  | Ghost in the Machine       | Bruce Bilson       | John Francis Moore & Howard Chaykin                                                               |                      |
| 10.  | 10. | Sight Unseen               | Christopher Leitch | Történet: John Vorhaus Tévéjáték: Gail Morgan Hickman & John Vorhaus                              |                      |
| 11.  | 11. | Beat the Clock             | Mario Azzopardi    | Jim Trombetta                                                                                     |                      |
| 12.  | 12. | The Trickster              | Danny Bilson       | Howard Chaykin & John Francis Moore                                                               |                      |
| 13.  | 13. | Tina, Is That You?"        | William A. Fraker  | Történet: David L. Newman Tévéjáték: Chad Hayes & Carey Hayes & David L. Newman                   |                      |
| 14.  | 14. | Be My Baby                 | Bruce Bilson       | Jule Selbo                                                                                        |                      |
| 15.  | 15. | Fast Forward               | Gus Trikonis       | Gail Morgan Hickman                                                                               |                      |
| 16.  | 16. | Deadly Nightshade          | Bruce Bilson       | John Francis Moore & Howard Chaykin                                                               |                      |
| 17.  | 17. | Captain Cold               | Gilbert Shilton    | Történet: Paul De Meo & Gail Morgan Hickman Tévéjáték: Gail Morgan Hickman                        |                      |
| 18.  | 18. | Twin Streaks               | James A. Contner   | Stephen Hattman                                                                                   |                      |
| 19.  | 19. | Done with Mirrors          | Danny Bilson       | Howard Chaykin & John Francis Moore                                                               |                      |
| 20.  | 20. | Good Night, Central City   | Mario Azzopardi    | Jim Trombetta                                                                                     |                      |
| 21.  | 21. | Alpha                      | Bruce Bilson       | Történet: Gail Morgan Hickman & Denise Skinner Tévéjáték: Gail Morgan Hickman                     |                      |
| 22.  | 22. | The Trial of the Trickster | Danny Bilson       | Howard Chaykin & John Francis Moore                                                               | 1991. május 18.      |

## A villám film 1990-1991-1992
| Sor. | Év. | Cím                                                                     | Rendező       | Író                               | Premier              |
| ---- | --- | ----------------------------------------------------------------------- | ------------- | --------------------------------- | -------------------- |
| 1.   | 1.  | A Villám (The Flash)                                                    | Robert Iscove | Danny Bilson Paul De Meo          | 1990. szeptember 20. |
| 2.   | 2.  | A Villám 2. – A mágus bosszúja (The Flash II: Revenge of the Trickster) | Danny Bilson  | Howard Chaykin John Francis Moore | 1991.                |
| 3.   | 3.  | A Villám 3. – A végzetes árnyék (The Flash III: Deadly Nightshade)      | Bruce Bilson  | Howard Chaykin John Francis Moore | 1992.                |